# Sat.1 Gold
Sat.1 Gold (Eigenschreibweise: SAT.1 Gold) ist ein deutscher Free-TV-Sender, der sich an Frauen im Alter von 40 bis 65 Jahren richtet. Er ist einer von sieben Sendern der ProSiebenSat.1 Media SE.

## Geschichte
Am 20. November 2012 erhielt der Sender eine Rundfunklizenz durch die Kommission für Zulassung und Aufsicht der Medienanstalten (ZAK). Katja Hofem sowie Marc Rasmus haben den neuen Sender aufgebaut, doch vor dem Sendestart von Sat.1 Gold wechselte Hofem zu kabel eins. Rasmus übernahm die Geschäftsführung. Die Aufsicht über den Spartenkanal hat die Thüringer Landesmedienanstalt (TLM) mit Sitz in Erfurt. Der Sender startete am 17. Januar 2013 um 20:13 Uhr mit einem zweiminütigen Countdown, begleitet von einem Trailer und einem Puppenspiel. Anschließend wurde der Fernsehfilm Die Wanderhure gezeigt.

### Geschäftsführer
- Marc Rasmus[4] (17. Januar 2013 bis 29. Februar 2016)
- Michaela Kiermaier[5] (1. März 2016 bis 30. April 2017)
- Kaspar Pflüger[6] (1. Mai 2017 bis 16. Mai 2021)
- Daniel Rosemann[7] (17. Mai 2021 bis 31. Oktober 2023)
- Ellen Koch[2] (seit 1. November 2023)

### Slogans
- seit 17. Januar 2013: „Mir geht’s Gold“
- seit 22. Juni 2015: „Für alle, die mit dem Herzen sehen“[8]
- seit 17. Januar 2019: „Mit dem Herzen sehen“[9]

## Marktanteile
| Jahr | ab 3 Jahre | 14–49 Jahre | Quelle |
| ---- | ---------- | ----------- | ------ |
| 2013 | 0,3 %      | 0,4 %       | [ 10 ] |
| 2014 | 0,7 %      | 0,7 %       | [ 11 ] |
| 2015 | 0,4 %      | 1,3 %       | [ 12 ] |
| 2016 | 1,4 %      | 1,4 %       | [ 13 ] |
| 2017 | 1,5 %      | 1,5 %       | [ 14 ] |
| 2018 | 1,9 %      | 1,6 %       | [ 15 ] |
| 2019 | 0,8 %      | 1,7 %       | [ 16 ] |
| 2020 | 1,8 %      | 1,6 %       | [ 17 ] |
| 2021 | 1,9 %      | 1,5 %       | [ 18 ] |
| 2022 | 2,2 %      | 1,5 %       | [ 19 ] |
| 2023 | 2,1 %      | 1,5 %       | [ 20 ] |
| 2024 | 2,1 %      | 1,4 %       | [ 3 ]  |

## Programm
Das Programm von Sat.1 Gold bestand ursprünglich ausschließlich aus deutschen Produktionen, welche größtenteils aus dem Archiv von ProSiebenSat.1 stammen. Als Eigenproduktionen werden ein Ableger der Sendung Akte – Reporter kämpfen für Sie mit Ulrich Meyer und das mehrstündige Format Süddeutsche TV Thema ausgestrahlt. Außerdem ist ein tägliches Mittagsmagazin mit Gaby Papenburg im Programm. Das Abendprogramm von Sat.1 Gold wird in verschiedenen Themenbereichen gegliedert, die sich in Doku, Spielfilm, Krimi und Serien aufteilen.
Seit April 2013 wird auf Sat.1 Gold Tennis unter der Sendung ran tennis ausgestrahlt.
Ab November 2018 zeigte Sat.1 Gold jeden Tag von 8:00 Uhr bis 9:00 Uhr ein Sendefenster von HSE24, das seit 1. März 2019 entfällt.
Seit 17. Januar 2019 hat Sat.1 Gold ein neues Logo und Design.

## Empfang
Beim Satellitenempfang übernimmt Sat.1 Gold den Sixx-Sendeplatz auf dem ProSiebenSat.1-Haupttransponder (12.545 MHz, H, 22.000 kS), den ursprünglich 9Live vor der Einstellung nutzte. Sixx wird nur noch über den Transponder von SES Platform Services (12.460 MHz, H, 27.500 kS) verbreitet.
Sat.1 Gold startete digital am 17. Januar 2013 in den modernisierten Kabelnetzen von Unitymedia und ist über IPTV bei MagentaTV und VodafoneTV zu empfangen. Seit Mai 2013 wird Sat.1 Gold auch bei Kabel Deutschland eingespeist. Eine analoge Einspeisung gab es ab 2013 nur im Kölner Kabelnetz von NetCologne.
Am 1. August 2013 startete Sat.1 Gold über DVB-T in Südbayern. Dort übernahm der Sender das DVB-T-Bouquet an den Sendestandorten München und Wendelstein von der RTL-Gruppe. Dieser Empfangsweg wurde inzwischen vom technischen Nachfolger DVB-T2 HD abgelöst.

### Sat.1 Gold HD
Im November 2014 hat ProSiebenSat.1 angekündigt, einen HD-Ableger von Sat.1 Gold im Jahre 2015 über die Plattform HD+ zu starten. Bereits am 31. Dezember 2014 ist das neue HD-Programm auf Sendung gegangen. Seit dem 3. August 2015 ist Sat.1 Gold HD auch über IPTV bei MagentaTV zu empfangen. Ab dem 23. Oktober 2017 auch in HD bei Magine TV mit den Paketen Comfort HD oder Deluxe HD.

### Österreich
Seit Mitte Juni 2014 wird Sat.1 Gold Österreich über Digital-Satellit ausgestrahlt. Seit 15. Juli 2014 ist der Sender auch im digitalen UPC-Kabelnetz (Kanal 133) verfügbar. Seit diesem Tage wird auch ein österreichisches Werbefenster ausgestrahlt. Ansonsten unterscheidet sich das Programm des Senders bislang nicht vom deutschen.
Im Kabelnetz A1 TV ist die deutsche Version des Senders schon vor Beginn des Österreich-Ablegers verfügbar gewesen.
Obwohl der Sender im herkömmlichen SDTV ausgestrahlt wird, ist er aufgrund des DVB-S2-Sendemodus via Satellit nicht mit allen Standardgeräten empfangbar. Die Empfangsdaten sind:
- Satellit: ASTRA 19,2° Ost
- Frequenz: 11671 MHz
- Symbolrate (MS/s): 22000
- Fehlerschutz (FEC): 2/3
- Polarisation: Horizontal

## Senderlogos

Ehemaliges Logo von Sat.1 Gold (bis 16. Januar 2019)
Ehemaliges Logo von Sat.1 Gold HD (bis 16. Januar 2019)
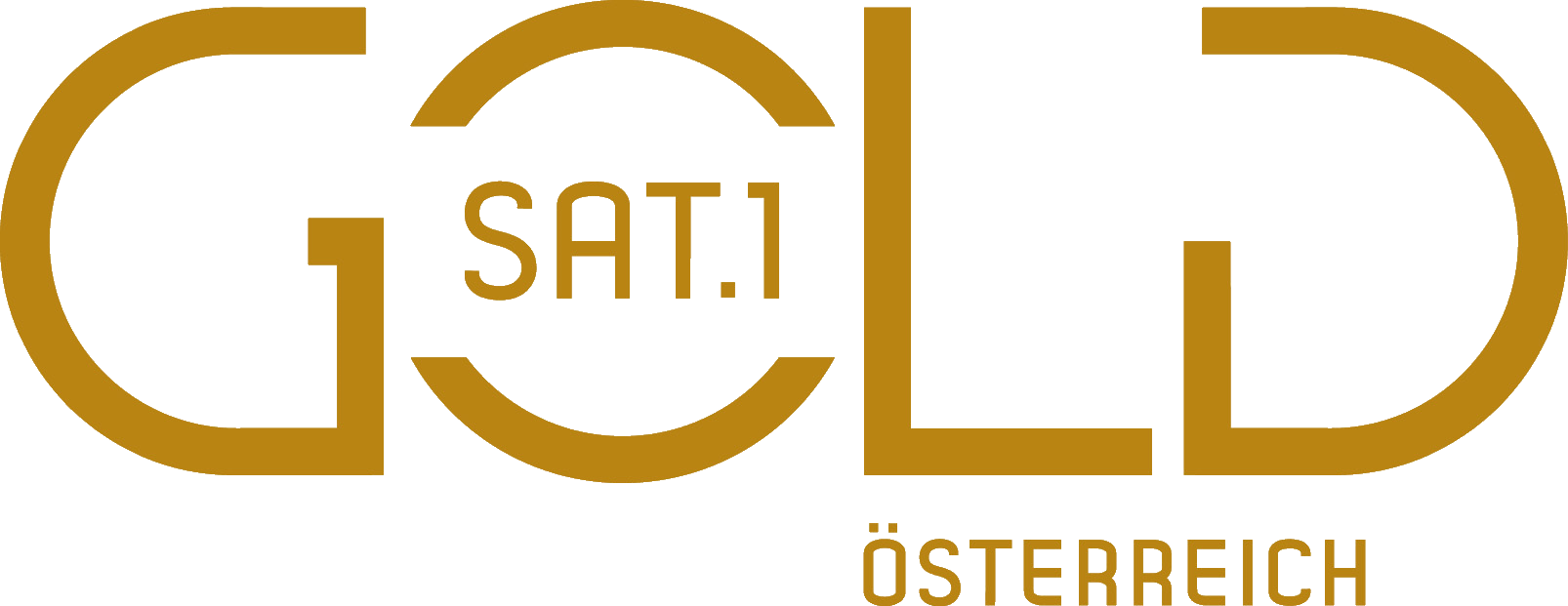
Ehemaliges Logo von Sat.1 Gold Österreich (bis 16. Januar 2019)
Aktuelles Senderlogo von Sat.1 Gold (seit 17. Januar 2019)
Aktuelles Senderlogo von Sat.1 Gold HD (seit 17. Januar 2019)
Aktuelles Senderlogo von Sat.1 Gold Österreich (seit 17. Januar 2019)
Aktuelles Senderlogo von Sat.1 Gold Schweiz (seit 17. Januar 2019)
Aktuelles alternatives Senderlogo von Sat.1 Gold (seit 17. Januar 2019)